# Marco Pacetti
Marco Pacetti (Ancona, 15 ottobre 1947) è un ingegnere italiano, ex magnifico rettore dell'Università Politecnica delle Marche.

## Biografia
Nacque ad Ancona nel 1947 e ivi ottenne la maturità classica al liceo "Carlo Rinaldini". Si laureò in ingegneria elettronica nel 1972 presso l'Università degli Studi di Bologna e dall'anno seguente iniziò ad operare presso l'università di Ancona in qualità di ricercatore. Approfondì i problemi legati all'energetica con particolari studi nell'ambito delle fonti energetiche rinnovabili e del risparmio sui settori civile e industriale. Si occupò anche dei fluidi frigoriferi non-CFC e di controllo termico di dispositivi elettronici. Inoltre condusse ricerche nell'ambito dell'agro-alimentare per il trasferimento di nuove tecnologie nella catena del freddo.
È stato eletto presidente di diversi consorzi, cooperazioni e aziende (CORIT, APRE, SVIM, MIT, CASE, CONICS, ADRIALAB), nominato prorettore dell'Università degli Studi di Ancona nel 1991 e riconfermato nel 1995.
Nel 1997 è stato eletto rettore dello stesso ateneo e riconfermato per cinque trienni, nel 2003, nel 2006 e nel 2009. Nel 2002 ha voluto il cambiamento della denominazione dell'ateneo in Università Politecnica delle Marche. Nel 2013 gli succede Sauro Longhi.
È inoltre autore di numerose pubblicazioni ed è ordinario di fisica tecnica industriale presso la Facoltà di Ingegneria.

## Onorificenze
- Nell'aprile 2003 l'Università "7 novembre" di Cartagine gli conferisce il Dottorato honoris causa.